# كاسي كامبل
كاسي كامبل هي معلقة رياضية ومتحدثة تحفيزية كندية، ولدت في 22 نوفمبر 1973 في ريتشموند هيل في كندا.

## وصلات خارجية
- الموقع الرسمي
- كاسي كامبل على موقع EliteProspects.com (الإنجليزية)
- كاسي كامبل على موقع أوليمبيديا (الإنجليزية)
- كاسي كامبل على موقع اللجنة الأولمبية الكندية (الإنجليزية)
- كاسي كامبل على موقع قاعة كندا للمشاهير الرياضية (الإنجليزية)
- كاسي كامبل على موقع قاعة أونتاريو للمشاهير الرياضية (مؤرشف) (الإنجليزية)